# Franse Senaatsverkiezingen 2017
De Franse Senaatsverkiezingen van 2017 vinden op 24 september 2017 plaats. Het is dan de derde keer dat de helft van de Senaat wordt gekozen tijdens de Vijfde Franse Republiek.

## Verkiezingsprocedure
De Franse Senaat wordt indirect gekozen door middel van kiesmannen (grands électeurs) en lokale volksvertegenwoordigers, zoals regionale, departements- en (soms) stadsbestuurders (w.o. burgemeesters en wethouders).

## Uitslag
| Parlementaire groepering | Parlementaire groepering | Partijen | 2014 Serie 2 | 2017 Serie 1 | Totaal | Verschil |
| ------------------------ | ------------------------ | -------- | ------------ | ------------ | ------ | -------- |
|                          | Groupe Les Républicains  | —        | 90           |              |        |          |
|                          | Groupe UDI-UC            | —        | 24           |              |        |          |
|                          | Groupe RDSE              | —        | 6            |              |        |          |
|                          | Groupe SOC               | —        | 49           |              |        |          |
|                          | Groupe CRC-PGC           | —        | 2            |              |        |          |
|                          | Groupe ECO               | —        | 0            |              |        |          |
|                          | Niet-ingeschrevenen      | NI       | 7            |              |        |          |
| Totaal                   | Totaal                   | Totaal   | 178          | 170          | 348    | ±        |

## Voorzitter
| Afbeelding | Afbeelding | Persoon | Datum van verkiezingen | Partij | Opmerking |
| ---------- | ---------- | ------- | ---------------------- | ------ | --------- |
|            |            | —       | 1 oktober 2017         | —      | —         |